# Jacquinia sessiliflora
Jacquinia sessiliflora är en viveväxtart som beskrevs av Brother Alain. Jacquinia sessiliflora ingår i släktet Jacquinia och familjen viveväxter. Inga underarter finns listade i Catalogue of Life.